# Masoviens

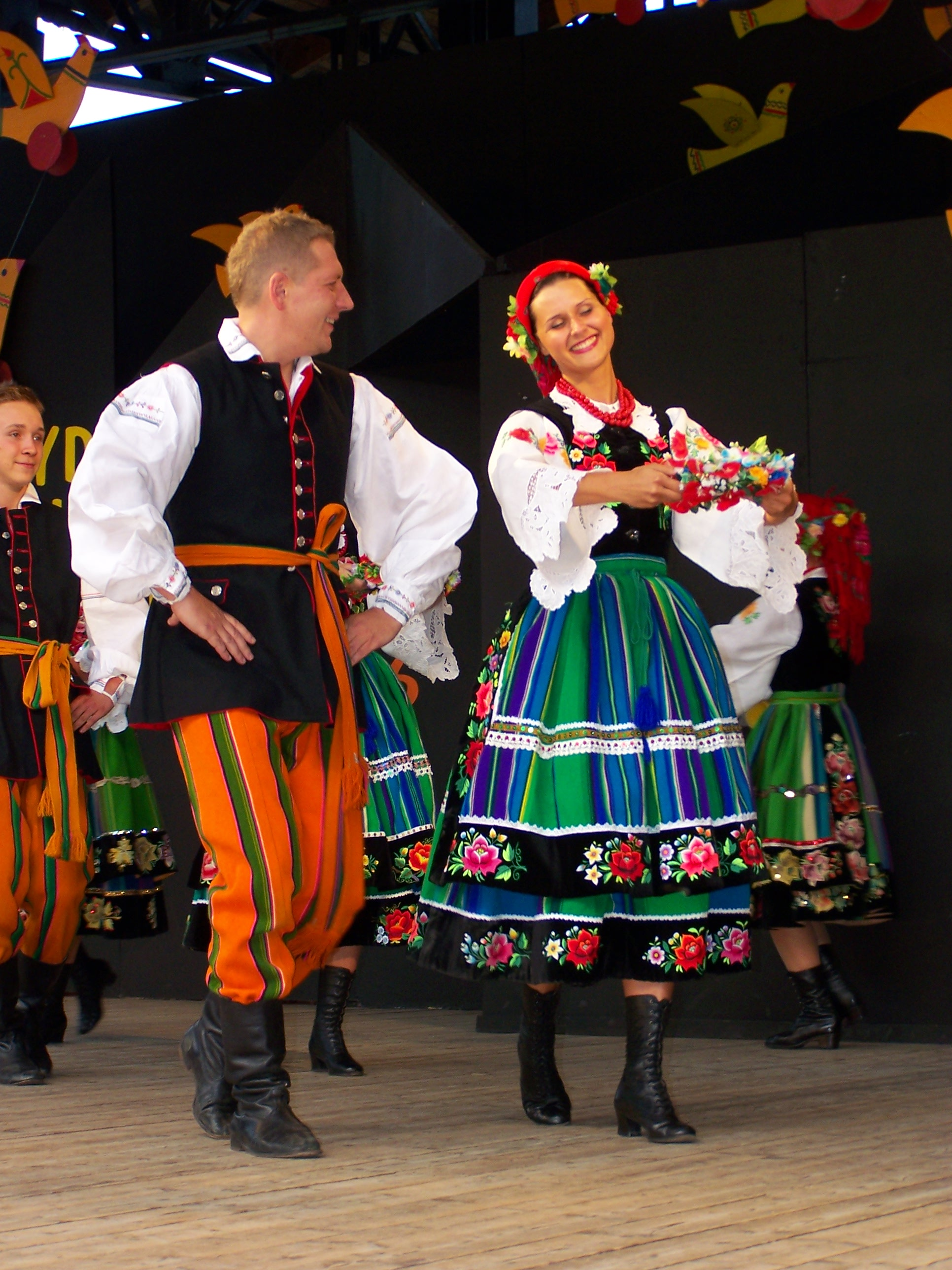
Costumes traditionnels.

Les Masoviens (polonais : Mazowszanie ; masovien : Masovsany) sont un groupe léchitique associé à la Mazovie. Ils ont été mentionnés pour la première fois au XIe siècle par Nestor. Initialement, ils étaient établis à Płock, Łomża, Wizna, Czersk, Ciechanów, Płońsk, Zakroczym et Grójec. On trouve parmi leurs descendants les Masuriens et les Kurpie (en). Les Masuriens s'établirent en Mazurie, région qui prit leur nom.
Le mot Masoviens peut aussi désigner les habitants de la voïvodie de Mazovie.

## Source de la traduction
- (en) Cet article est partiellement ou en totalité issu de l’article de Wikipédia en anglais intitulé « Masovians » (voir la liste des auteurs).